# Ramón Barros Luco
Ramón Barros Luco (Santiago del Cile, 9 giugno 1835 – Santiago del Cile, 20 settembre 1919) è stato un politico liberale cileno.
Fu presidente del Cile dal 18 settembre 1910 al 23 dicembre 1915.
Avvocato dal 1858, fu eletto deputato per la prima volta nel 1861. Fu più volte ministro delle Finanze e dell'Interno e una volta ministro dell'Industria; fu vicepresidente della Camera e del Senato. Sostenitore del Congresso Nazionale nella lotta col presidente José Manuel Balmaceda, firmò l'atto di deposizione del presidente e fu portavoce della Giunta che lo rovesciò. Fu vicepresidente della Repubblica con Riesco e ministro plenipotenziario a Parigi.
Eletto presidente della Repubblica come candidato dell'Alianza Liberal (1910), fondò la Scuola dell'Aeronautica (Escuela de Aviación, 1913) e avviò la costruzione della ferrovia Arica-La Paz, prevista dal trattato del 1904 per garantire uno sbocco sull'Oceano Pacifico ai prodotti boliviani, come compensazione per la perdita del porto di Antofagasta, conquistato dal Cile durante la Guerra del Pacifico (1879-1884). Lo scoppio della prima guerra mondiale (1914-1918) aumentò il consumo mondiale di salnitro, e i maggiori profitti dei giacimenti nel Deserto di Atacama permisero di aumentare le spese in opere pubbliche. Verso la fine del suo mandato, venne firmato tra Cile, Argentina e Brasile un trattato di assistenza reciproca detto “trattato ABC”.
Concluso il suo mandato, si ritirò a vita privata dedicandosi alle opere di beneficenza.